# Physalis walteri
Espèce
Physalis walteri est une espèce de plante à fleur de la famille des Solanaceae. Il est communément dénommé  Walter's groundcherry or dune groundcherry,.

## Description
Il s'agit d'une herbe vivace qui atteint une hauteur d'environ 60 cm et dont les fleurs jaunes s'épanouissent de mai à septembre. Il pousse à partir de racines profondes et robustes, avec des tiges à la fois dressées et étalées au sol, densément couvertes de très petits poils. Les feuilles mesurent de 3 à 13 cm de long et de 1,5 à 5 cm de large.

## Répartition et habitat
Physalis walteri est originaire de l'Alabama, de la Floride, de la Géorgie et de la Virginie aux États-Unis ainsi que du nord-est du Mexique. Son habitat est constitué de pinèdes et de zones côtières ouvertes.

## Systématique
Le nom correct complet (avec auteur) de ce taxon est Physalis walteri Nutt..
Il doit son nom à Thomas Walter, un botaniste né en Grande-Bretagne qui s'est installé à Charleston en Caroline du Sud au XVIIIe siècle.
Physalis walteri a pour synonymes :
- Physalis elliottii Kuntze
- Physalis maritima M.A.Curtis
- Physalis viscosa f. glabra Waterf.
- Physalis viscosa f. latifolia Waterf.
- Physalis viscosa subsp. maritima (M.A.Curtis) Waterf.
- Physalis viscosa var. maritima (M.A.Curtis) Rydb.